# Pedro Telmo Zarraonaindía Montoya
Pedro Telmo Zarraonandía Montoya (Asúa, Erandio, Biscaia, 20 de gener del 1921 - Bilbao, 23 de febrer del 2006), conegut com a Zarra, fou un jugador de futbol basc. Jugava de davanter i va desenvolupar la pràctica totalitat de la seva carrera professional a l'Athletic Club de Bilbao. Va ser internacional amb la selecció espanyola.

## Trajectòria
Va jugar una temporada amb l'Erandio, per fitxar després per l'Athletic. Va debutar a la primera divisió espanyola el 29 de setembre de 1940 en el partit València CF 2 - Athletic 2, essent l'autor dels dos gols dels bascos.
Amb l'Athletic Club de Bilbao va guanyar el trofeu Pitxitxi al màxim golejador en sis ocasions. És el màxim golejador de l'Athletic Club i el tercer màxim golejador en lliga de la història de futbol espanyol (422), només superat per Leo Messi i Cristiano Ronaldo. El seu rècord de major nombre de gols en una temporada, 38 a la temporada 1950-51 fou igualat per Hugo Sánchez la temporada 1989-90 i finalment superat per Cristiano Ronaldo la temporada 2010-11, amb 46 gols. Leo Messi el va superar la temporada 2011-12, amb 50 dianes.
Amb l'Athletic Club de Bilbao va guanyar una lliga espanyola i quatre copes. Va formar una de les davanteres més famoses de la història del futbol espanyol, juntament amb Iriondo, Venancio, Panizo i Gaínza.
Després de deixar l'Athletic el 1955, va jugar una temporada amb la SD Indautxu i un altre amb el Barakaldo CF, abans de retirar-se.
En total va jugar 277 partits a la primera divisió i va marcar 251 gols.
Va morir el 23 de febrer de 2006 als 85 anys, víctima d'un infart.

### Selecció espanyola
El seu debut es produí l'11 de març de 1945 amb un Espanya-Portugal (2-2).
Només va disputar vint partits internacionals, en els quals va fer un total de 20 gols, quatre d'ells en el 6-3 de l'Espanya-Suïssa del 18 de febrer de 1951.
Fou l'autor del durant molts anys famós «gol de Zarra». És el gol que donà la victòria per 1 a 0 davant Anglaterra a l'estadi de Maracaná, al Mundial de Brasil de 1950, que significà el passi a semifinals, la millor classificació de la selecció espanyola en un mundial fins que aquesta va guanyar el Mundial de 2010.

## Clubs
- Sociedad Deportiva Erandio Club - Segona divisió espanyola. 1939 - 1940
- Athletic Club de Bilbao - Primera divisió espanyola. 1940 - 1955
- Sociedad Deportiva Indautxu - Segona divisió espanyola. 1955 - 1956
- Barakaldo Club de Fútbol - Segona divisió espanyola. 1956 - 1957

## Palmarès

### Campionats
- 1 lliga espanyola (Primera Divisió): 1942-43.
- 4 copes d'Espanya (Copa del Generalíssim): 1943, 1944, 1944/45, 1949/50.

### Distincions Individuals
- 6 Trofeus Pitxitxi (temporades: 1944-45, 1945-46, 1946-47, 1949-50, 1950-51, 1952-53)

## Participacions en Copes del Món
- Copa del Món de Futbol 1950: Hi va aconseguir 4 gols en 6 partits.